# Coelioxys kosemponis
Coelioxys kosemponis är en biart som beskrevs av Embrik Strand 1913. Coelioxys kosemponis ingår i släktet kägelbin, och familjen buksamlarbin. Inga underarter finns listade i Catalogue of Life.